# Myles Frederic Burnyeat
Myles Frederic Burnyeat CBE FBA (* 1. Januar 1939; † 20. September 2019) war ein britischer Philosoph und Philosophiehistoriker. Er zählte zu den weltweit führenden Spezialisten auf dem Gebiet der antiken Philosophie.

## Leben
Nach dem Besuch der Bryanston School in Blandford Forum, Dorset, und dem National Service in der Royal Navy erwarb Burnyeat den B.A. in Philosophie am King’s College, Cambridge. Er setzte seine Studien in Philosophie bei Bernard Williams am University College London fort. 1964 wurde er ebendort Assistant Lecturer in Philosophie, 1965 Lecturer. 1978 fand er eine Anstellung als Lecturer in Classics an der Universität Cambridge und als College Lecturer in Philosophy. Zugleich war er bis 1996 Fellow des neu gegründeten Robinson College. Von 1984 bis 1996 war er der fünfte Laurence Professor of Ancient Philosophy an der Universität Cambridge. Anschließend ging er als Senior Research Fellow in Philosophy an das All Souls College, Oxford, und kehrte 2006 an das Robinson College zurück. Gastprofessuren und -vorträge führten ihn an zahlreiche Universitäten, darunter Harvard University, Cornell University, Princeton University und die University of Chicago.
Von 1984 bis 2000 war er mit der Klassischen Philologin und Dichterin Ruth Padel verheiratet. Von Winter 2002 bis zu ihrem Tod am 12. März 2003 war er mit Heda Segvic, einer kroatischen Philosophiehistorikerin auf dem Gebiet der antiken Philosophie, verheiratet. Ihre Aufsätze wurden postum von ihm herausgegeben. Myles Burnyeat starb am 20. September 2019.

## Auszeichnungen
1984 wurde er zum Fellow der British Academy gewählt, 1992 zum Foreign Honorary Member der American Academy of Arts and Sciences. Weiterhin ist er Mitglied der Japan Society for the Promotion of Science und des Institut International de Philosophie. Von 2005 bis 2006 war er Präsident der Aristotelian Society. 2007 wurde er für seine Leistungen zum Commander des Order of the British Empire ernannt. 2012 wurde ihm der Honorary Degree of Doctor of Letters der University of St Andrews verliehen.

## Schriften (Auswahl)
- (Hrsg. mit Ted Honderich): Philosophy As It Is. Penguin Books, Harmondsworth 1979, ISBN 0-14-022136-0.
- (Hrsg.): Notes on Book Zeta of Aristotle’s Metaphysics, being the record by Myles Burnyeat and others of a seminar held in London, 1975–1979. Sub-faculty of Philosophy, Oxford 1979.
- (Hrsg. mit Jonathan Barnes und Malcolm Schofield): Doubt and dogmatism: studies in Hellenistic epistemology. Clarendon Press, Oxford 1980, ISBN 0-19-824872-5.
- (Hrsg. mit Jonathan Barnes, Jacques Brunschwig und Malcolm Schofield): Science and Speculation: Studies in Hellenistic Theory and Practice. Cambridge University Press, Cambridge 1982, Neuauflage 2005, ISBN 0-521-02218-5.
- (Hrsg.): The Sceptical Tradition. University of California Press, Berkeley 1983, ISBN 0-520-04795-8.
- (Hrsg.): Notes on Books Eta and Theta of Aristotle’s Metaphysics, being the record by Myles Burnyeat and others of a seminar held in London, 1979–1982. Sub-faculty of Philosophy, Oxford 1984, ISBN 0-905740-27-0.
- (Hrsg.): The Theaetetus of Plato. Hackett, Indianapolis, Cambridge 1990, ISBN 0-87220-159-7.
- (Hrsg. mit Michael Frede): The Original Sceptics. A Controversy. Hackett, Indianapolis, Cambridge 1997, ISBN 0-87220-347-6.
- Culture and Society in Plato’s Republic. (= The Tanner Lectures on Human Value. Delivered at Harvard University December 10-12, 1997). 1999, (online) (PDF; 1,0 MB).
- (Hrsg.): A Map of Metaphysics Zeta. Mathesis Publications, Pittsburgh, PA 2001, ISBN 0-935225-03-X.
- (Hrsg.): Heda Segvic, From Protagoras to Aristotle. Essays in Ancient Moral Philosophy. Princeton University Press 2008, ISBN 0-691-13123-6.
- Aristotle’s Divine Intellect. Marquette University Press, Milwaukee, Wisconsin 2008, ISBN 0-87462-175-5.
- Explorations in Ancient and Modern Philosophy. 2 Bände, Cambridge University Press 2012: Band 1, ISBN 0-521-75072-5; Band 2, ISBN 0-521-75073-3. – Rezension von Brad Inwood, Bryn Mawr Classical Review 2013.02.33